# Maison Ney
La maison Ney est une famille française éteinte de la noblesse d'Empire.
Michel Ney, maréchal d'Empire, fut titré duc d'Elchingen en 1808 et prince de la Moskowa en 1813.
Cette famille comprend parmi ses membres un maréchal d'Empire, des généraux et des hommes politiques.

## Personnalités
- Michel Ney (1769-1815), maréchal d'Empire, surnommé « le brave des braves », duc d'Elchingen (1808), prince de la Moskowa (1813) ;
- Napoléon Joseph Ney (1803-1857), 2e prince de la Moskowa, fils aîné du précédent, général de brigade (1853), pair de France, prèsident du Jockey Club de Paris, député, sénateur ;
- Michel Louis Félix Ney (1804-1854), 2e duc d’Elchingen, deuxième fils du maréchal Ney, général de brigade, député ;
- Eugène Ney (1808-1845), troisième fils du maréchal Ney, diplomate, écrivain ;
- Michel-Aloys Ney (1835–1881) 3e duc d’Elchingen, général de division ;
- Edgar Ney (1812-1882), 3e prince de la Moskowa, quatrième fils du maréchal Ney, général de division, député, sénateur ;

## Portraits

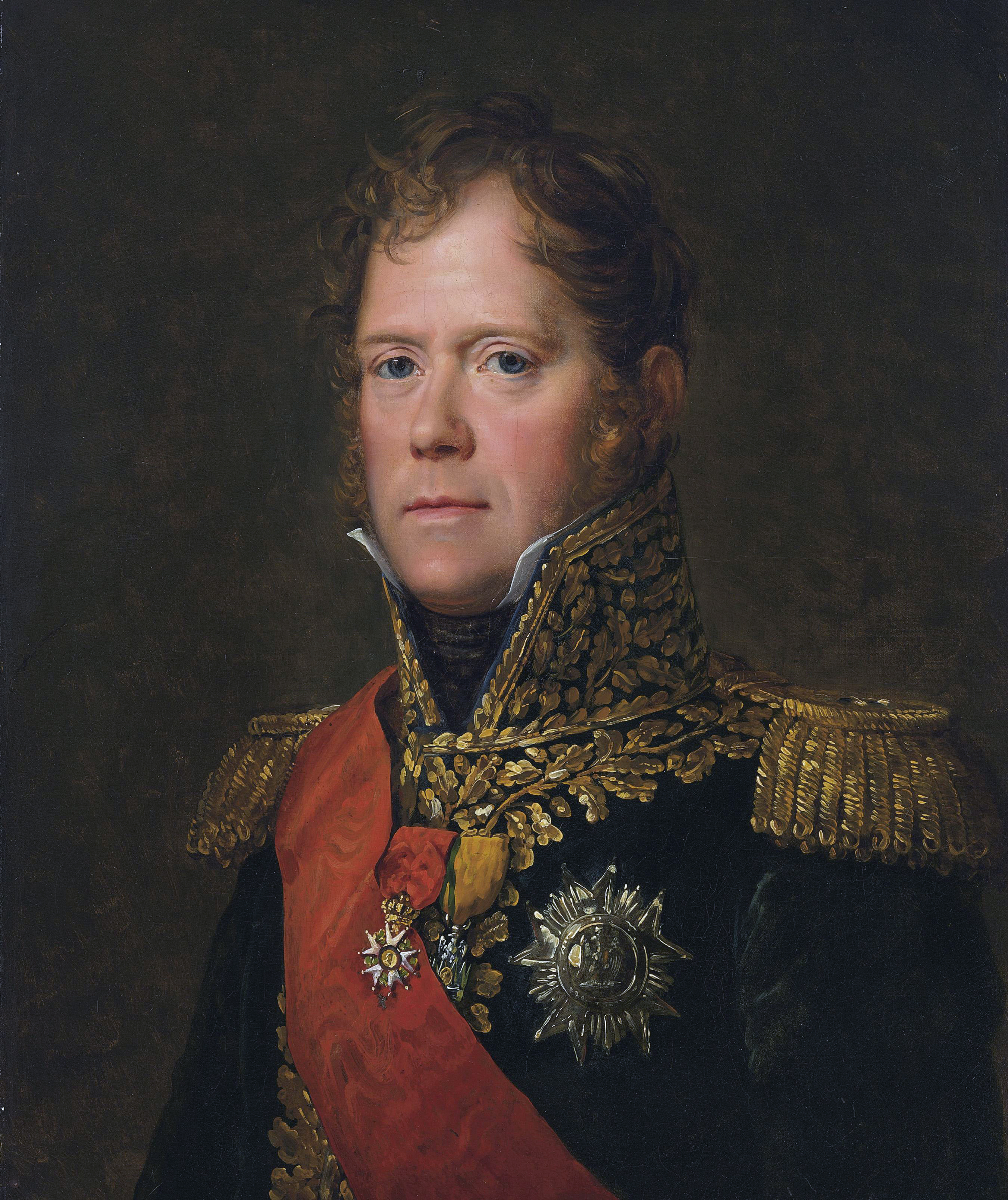
Michel Ney, duc d'Elchingen, prince de La Moskowa, maréchal d'Empire (1769-1815), Eugène Battaille, d'après Jérôme-Martin Langlois, Musée de l'Histoire de France (Versailles)
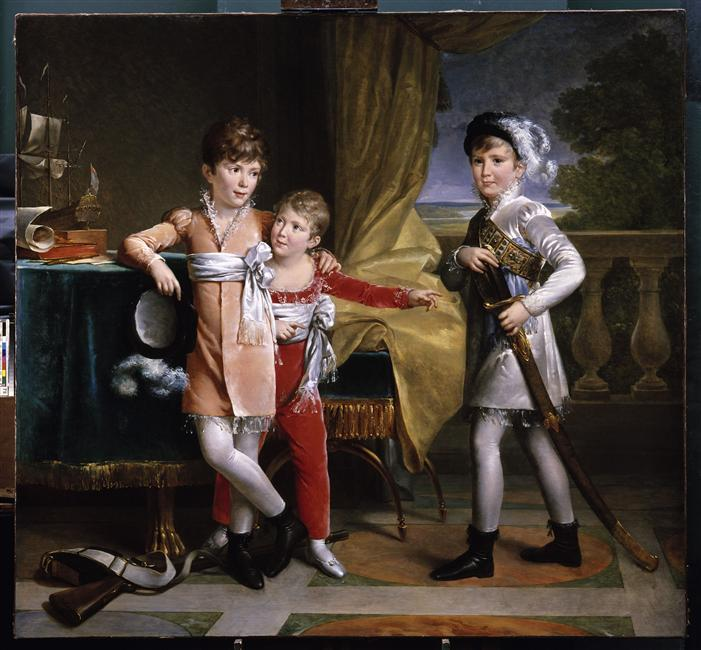
Les fils du maréchal Ney, Marie-Éléonore Godefroid (1778-1849), 1810, Gemäldegalerie (Berlin)
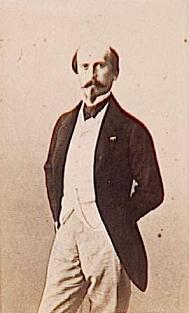
Napoléon Joseph Ney (1803-1857)
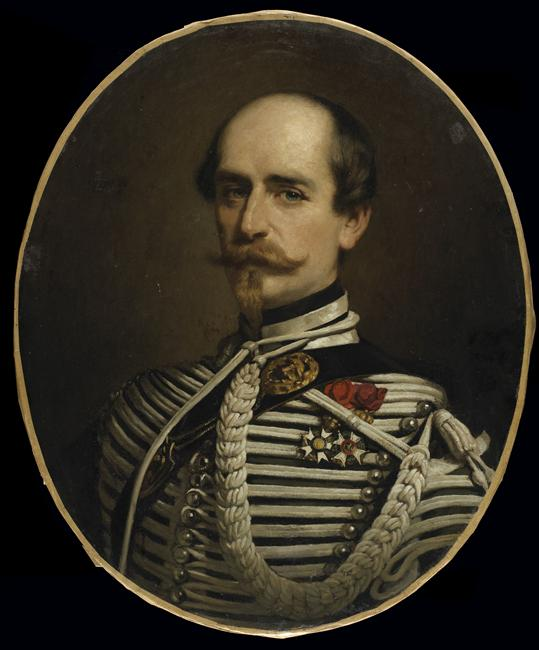
Edgar Ney, prince de la Moskowa
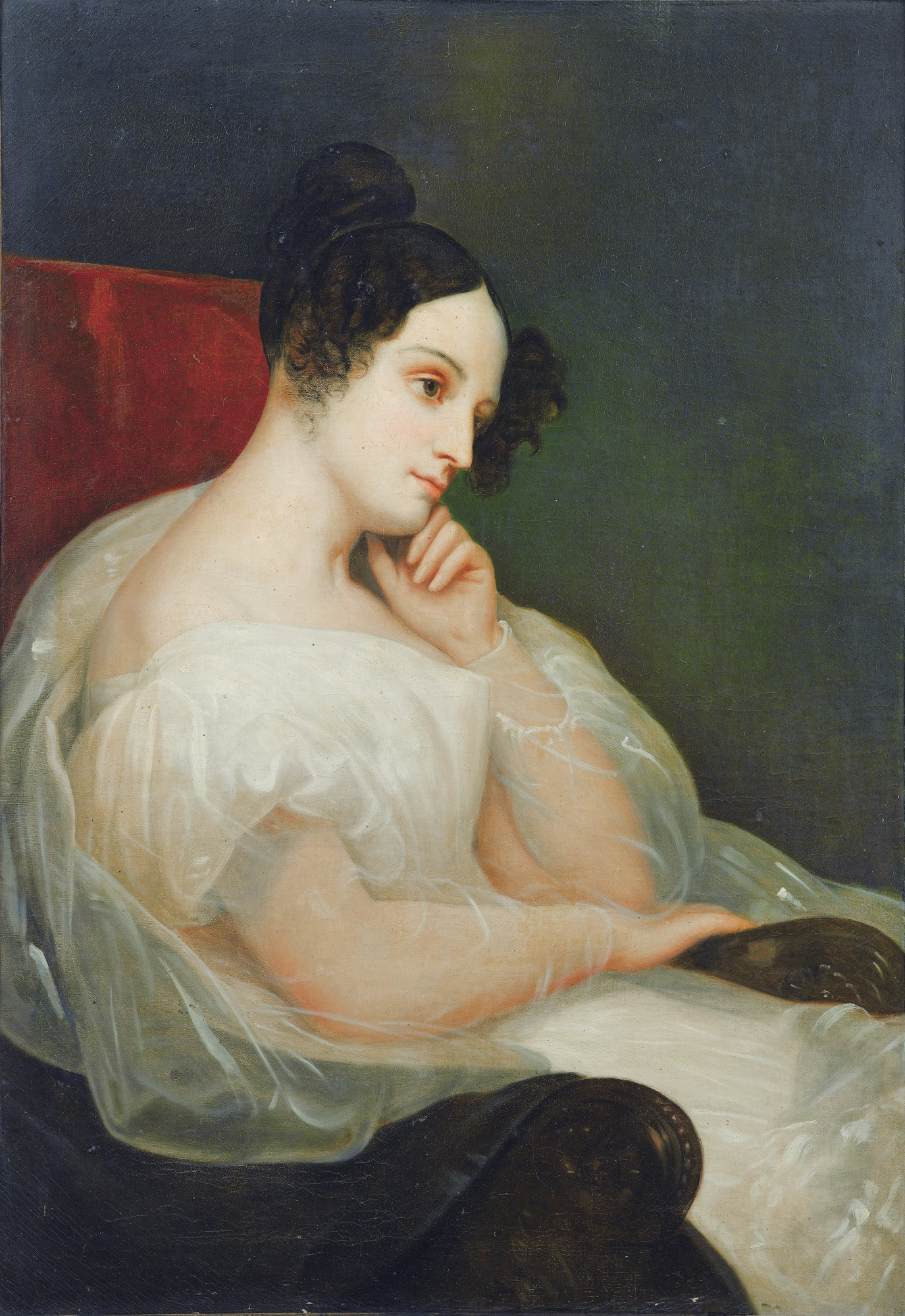
Marie-Joséphine Souham, Duchesse d'Elchingen

## Liste chronologique des ducs d'Elchingen
1. 1808-1815 : Michel Ney (1769-1815), 1er duc d'Elchingen, 1er prince de la Moskowa (1813), maréchal d'Empire.
2. 1815-1854 : Michel Louis Félix Ney (1804-1854), 2e duc d'Elchingen, deuxième fils du premier duc, titre confirmé en 1826.
3. 1854-1881 : Michel-Aloys Ney (1835-1881), 3e duc d'Elchingen, fils unique du deuxième duc.
4. 1881-1933 : Charles Aloys Jean Gabriel Ney (1873-1933), 4e duc d'Elchingen, 5e prince de la Moskowa (1928), fils cadet du troisième duc, cinquième prince de la Moskowa en 1928, réunion des deux titres.
5. 1933-1969 : Michel Georges Napoléon Ney (1905-1969), 5e duc d'Elchingen, 6e prince de la Moskowa, fils unique du quatrième duc.

## Liste chronologique des princes de la Moskowa
1. 1813-1815 : Michel Ney (1769-1815), 1er prince de la Moskowa, 1er duc d'Elchingen, maréchal d'Empire.
2. 1815-1857 : Napoléon Joseph Ney (1803-1857), 2e prince de la Moskowa, fils aîné du premier prince.
3. 1857-1882 : Edgar Napoléon Henry Ney (1812-1882), 3e prince de la Moskowa, quatrième fils du premier prince.
4. 1882-1928 : Léon Napoléon Louis Michel Ney (1870-1928), 4e prince de la Moskowa, fils aîné du 3e duc d'Elchingen.
5. 1928-1933 : Charles Aloys Jean Gabriel Ney (1873-1933), 5e prince de la Moskowa, 4e duc d'Elchingen, fils cadet du troisième duc, quatrième duc d'Elchingen en 1881, réunion des deux titres.
6. 1933-1969 : Michel Georges Napoléon Ney (1905-1969), 6e prince de la Moskowa, 5e duc d'Elchingen, fils unique du quatrième duc.

## Personne non reliée
- Jules-Napoléon Ney (1849-1900), né de père inconnu, reconnu par un certain « Simon Ney »[1] mais c'est le prince de la Moskowa (mort en 1857) qui serait son véritable père naturel[réf. nécessaire], commandant, homme de lettres.